# Biblioteca Casanatense
La Biblioteca Casanatense es una biblioteca de Roma, Italia. Está situada en la Via di Sant'Ignazio, 52, y debe su nombre al cardenal Girolamo Casanata (1620-1700), que dejó en su testamento instrucciones y fondos bibliográficos y económicos para crearla.

## Historia
La biblioteca fue fundada en 1701 por los frailes dominicos del convento de Santa Maria sopra Minerva de Roma. En esa época el convento era la sede del Colegio de Santo Tomás, que en el siglo XX fue trasladado al convento anexo a la Iglesia de Santi Domenico e Sisto y convertido en Universidad Pontificia de Santo Tomás de Aquino, Angelicum. Se abrió al público general por deseo testamentario del cardenal Girolamo Casanata. La biblioteca contenía originalmente en torno a 25 000 volúmenes. Desde 1872 el gobierno italiano gestiona la biblioteca, y actualmente depende del Ministerio de Cultura.
El padre Cloché, un general de los dominicos, mandó colocar en la biblioteca una estatua del cardenal Casanata obra del escultor Pierre Legros. Una inscripción recuerda el permiso otorgado por Clemente XI para albergar en ella las obras de los autores que se consideraban heréticos.

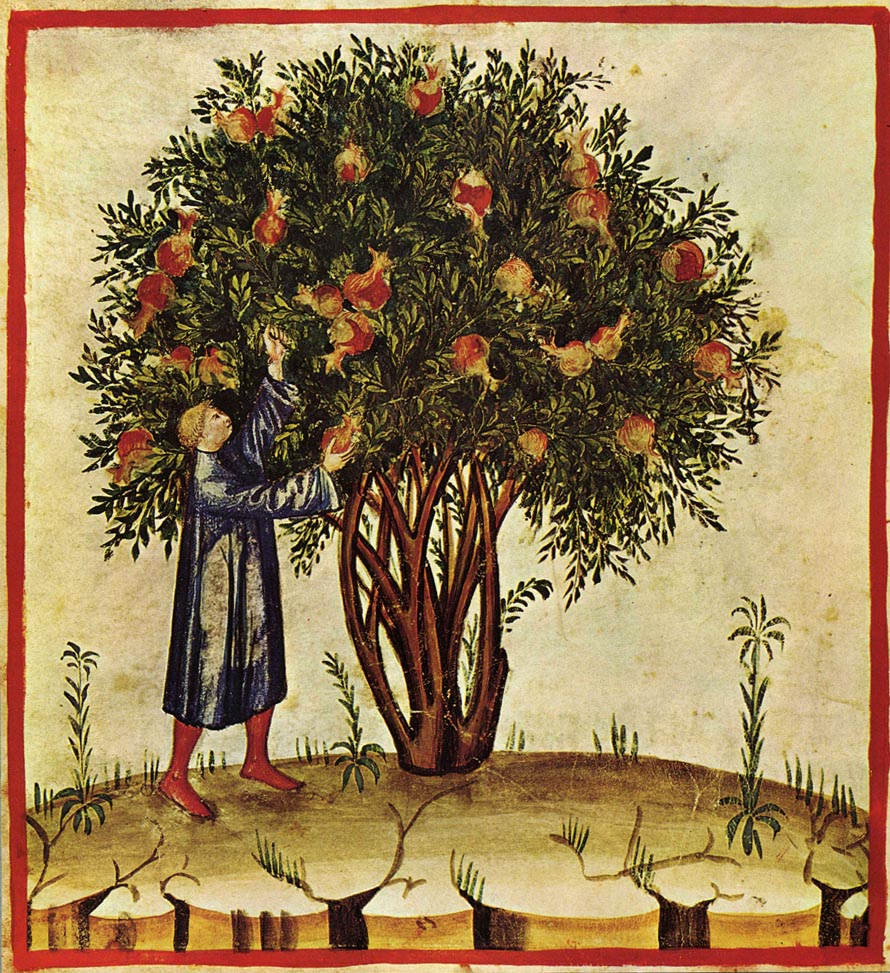
Tacuinum Sanitatis, Lombardía, finales del (Biblioteca Casanatense).

## Fondos
La biblioteca contiene hoy unos 400 000 volúmenes, unos 6 000 manuscritos y 2 200 incunables. Entre los fondos hay 64 códices griegos (15 de ellos donación de Casanata) y 230 textos hebreos (rollos y códices), entre los que se cuentan cinco códices samaritanos. También hay una extensa colección de edictos gubernamentales romanos (bandi, editti), que datan de 1500 a 1870, y comedias de los siglos XVII y XVIII.